# Rudolf Michael (Politiker, 1896)
Rudolf Karl Albert Michael (* 17. Dezember 1896 in Schlawe; † 19. April 1972 in Berlin) war ein deutscher Sozialdemokrat und Lokalpolitiker, aktiv im Widerstand gegen Adolf Hitler.

## Leben
Rudolf Michael wurde 1896 als Sohn von Ida Michael (geb. Knop) und Rudolf Michael geboren. Als aktiver Sozialdemokrat und Mitglied des Reichsbanner wurde er 1933 von den Nationalsozialisten inhaftiert. Nach 1945 war er Lokalpolitiker in Berlin als Bezirksverordnetenvorsteher sowie Bezirksstadtrat für Arbeit im Bezirk Zehlendorf tätig.

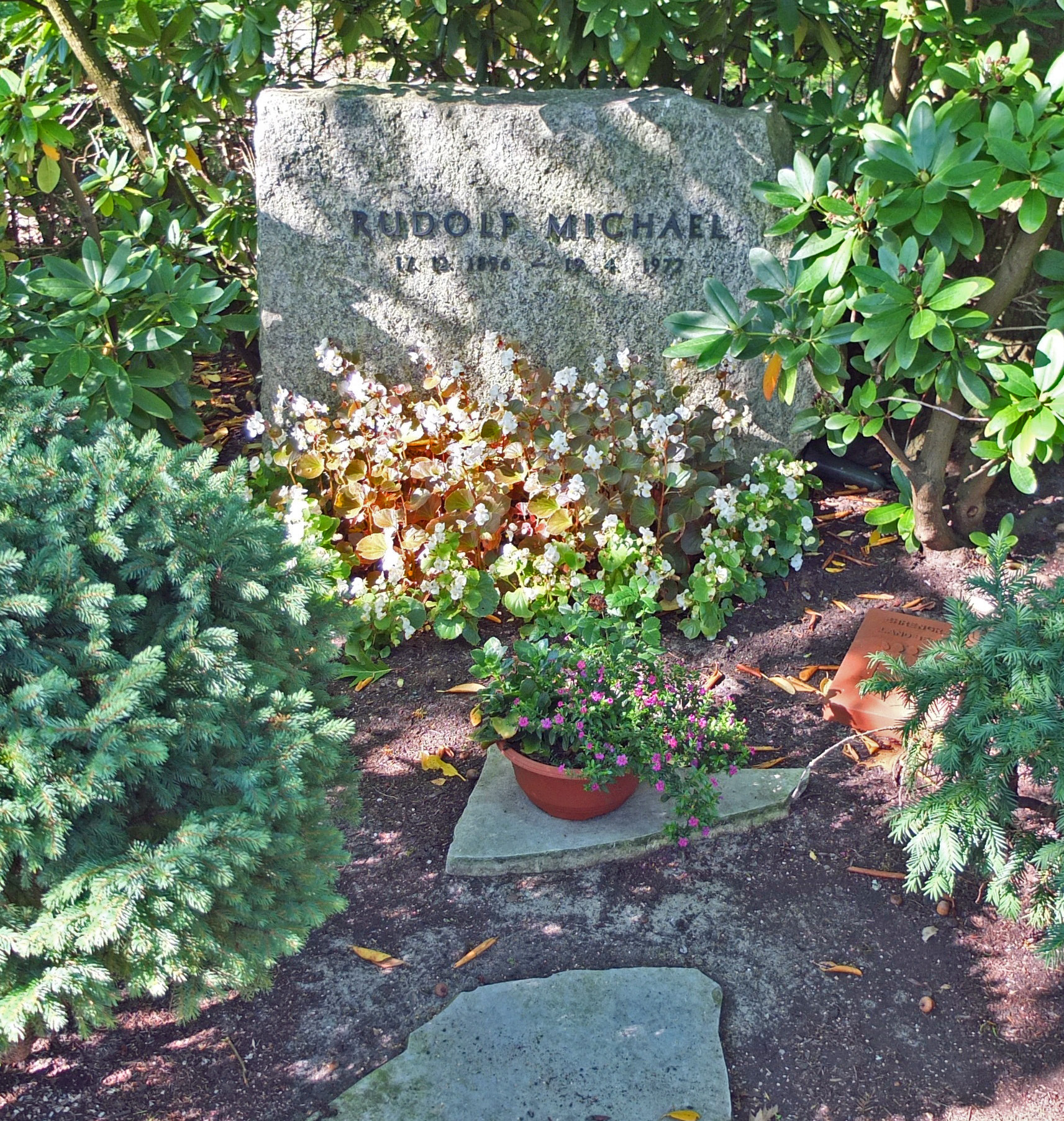
Grabstätte

Er arbeitete am Wiederaufbau der Demokratie in West-Berlin: In Zeiten von Entnazifizierung, Mauerbau, beginnender Entspannung zwischen Ost und West. Ab 1966 war er Stadtältester von Berlin. Er ist auf dem Friedhof Zehlendorf bestattet in einem Ehrengrab der Stadt Berlin.